# 4 Non Blondes
4 Non Blondes byla americká rocková skupina, která vznikla v roce 1989. Členkami byly basistka Christa Hillhouse, kytaristka Shaunna Hall, bubenice Wanda Day a zpěvačka Linda Perry. Před vydáním prvního alba nahradil Roger Rocha na pozici kytaristky Shaunnu Hall a bubenice Dawn Richardson Wandu Day. V roce 1993 se na prvních příčkách hitparád umístila jejich píseň What's Up. V roce 1995 Linda Perry opustila kapelu a zahájila sólovou kariéru. Krátce poté byl rozpuštěn zbytek kapely.

## Diskografie
- Bigger, Better, Faster, More! (1992)